# Merito delle opere
Il merito delle opere è una nozione teologica che assunse rilievo nelle guerre di religione dell'Europa del XVI secolo, nella Controriforma e nella revoca dell'Editto di Nantes nel 1785.

## Storia
L'espressione "merito delle opere" fu menzionata da Calvino nel suo trattato Istituzioni di religione cristiana, dato alle stampe nel 1536, nel quale non critica la prescrizione biblica delle opere quanto piuttosto la verità di fede secondo la quale esse aprirebbero le porte del Paradiso a chi le pratica. L'asserto di fondo è quello della salvezza per la libera accettazione della verità di fede biblica e in virtù della grazia divina della predestinazione, negando che la vita eterna potesse provenire dai meriti di salvezza acquisiti al cospetto di Dio mediante le opere di giustizia e di carità.
Nello stesso anno della pubblicazione, ebbe luogo la Disputa di Losanna che vide il coinvolgimento deiteologi George Bavaud e Lefèvre d'Étaples.
Lo scandalo delle indulgenze rimase il leitmotiv nel dialogo con la Chiesa Cattolica e il principale fondamento secolare del ripudio della mariologia e dei culti di latria in onore della comunione dei santi e della Sacra Famiglia di Nazareth. Nei numeri, l'effetto della loro rimozione interessa in primo luogo la preghiera, la vita religiosa e la liturgia, primaché la teologia e la dogmatica. Calvino li definì come forme pagane di idolatria.
Seguendo il teologo francese Jacques Bénigne Bossuet, con l'Editto di Fontainebleau la Chiesa Cattolica ribadì la difesa della dottrina della salvezza mediata dalle buone opere che era già stata assiomatizzata dal Concilio di Trento, confermando di conseguenza la propria condanna delle due tesi della predestinazione e della salvezza per sola fede in quanto eretiche e incompatibili col Magistero della Chiesa e con la salvezza individuale.
Bossuet ribattezzò polemicamente il calvinismo come la "religione presumibilmente riformata", contrapponendolo all'autentico rinnovo del Cattolicesimo operato dal Concilio tridentino nel solco della tradizione magisteriale. Esortò «coloro che sono illuminati» fedeli di Cristo a perseverare secondo i propri principÎ che nulla avevano di stravolgente rispetto alle fondamenta della vita eterna.